# Любовью за любовь (фильм)
«Любо́вью за любо́вь» — музыкальный художественный фильм по мотивам пьесы У. Шекспира «Много шума из ничего» на музыку Тихона Хренникова. В качестве основных музыкальных тем к фильму послужила музыка из одноимённого балета композитора, созданного в 1976 году для балета Большого театра.

## Сюжет
Граф Леонато, губернатор Мессины, торжественно принимает у себя Дона Педро, принца Арагонского. Геро, дочь Леонато, и Клавдио, приближённый принца Арагонского, в скором времени собираются пожениться — сам принц ходатайствует перед Геро за своего друга.
Со свитой принца прибывает молодой падуанец Бенедикт, постоянный объект шуток для Беатриче, племянницы Леонато. Оба: и Бенедикт, и Беатриче торжественно заявляют, что никогда не вступят в брак. Геро и Клавдио заключают пари с доном Педро, что устроят свадьбу Бенедикта и Беатриче. В это время Дон Хуан, побочный брат принца, из зависти хочет расстроить свадьбу Клавдио. Он обвиняет Геро в неверности.
В день свадьбы Клавдио отказывается от невесты. Геро объявлена умершей. Козни Дона Хуана разоблачены. Клавдио переживет запоздалое раскаяние. Леонато ставит перед Клавдио условие: жениться на его родственнице, не спрашивая, кто она и не видя её лица. Клавдио соглашается, невеста откидывает вуаль — перед ним стоит воскресшая Геро.
В финале празднуются две свадьбы: Клавдио и Геро и Бенедикта и Беатриче.

## В главных ролях
- Сергей Мартынов — Дон Педро, принц
- Аристарх Ливанов — Дон Хуан, его брат
- Георгий Георгиу — Леонато, отец Геро
- Лариса Удовиченко — Беатриче
- Анна Исайкина — Геро
- Альгис Арлаускас — Клавдио
- Леонид Ярмольник — Бенедикт
- Евгений Нестеренко — певец
- Алла Пугачёва — певица

### В ролях
- Фёдор Чеханков — Борачио
- Андрей Дубовский — Конрад
- Геннадий Ялович — Кизил
- Борис Гитин — Булава
- Валентин Кулик — Бальтазар
- Наталья Гурзо — Маргарита, служанка
- Ольга Сирина — Урсула
- Владимир Привалов — отец Франциск
- Андрей Лойко — Антоний
- Николай Фёдоров — шут

### В эпизодах
- Лучиана Де-Марки — сеньора Лучиа
- Светлана Чачава
- Мисак Галустян
- артисты балета Московского музыкального академического театра им. К. С. Станиславского и В. И. Немировича-Данченко

## Съёмочная группа
- Авторы сценария: Татьяна Березанцева, Елена Лобачевская, по мотивам пьесы Уильяма Шекспира «Много шума из ничего»
- Режиссёр-постановщик: Татьяна Березанцева
- Операторы-постановщики:
  - Игорь Гелейн
  - Владимир Степанов
- Художники-постановщики:
  - Евгений Черняев
  - Владимир Фабриков
- Композитор: Тихон Хренников
- Звукооператоры:
  - В. Ладыгина
  - Виктор Бабушкин
- Сонеты Шекспира
- Тексты песен:
  - Павел Антокольский
  - Е. Шатуновский
- Симфонический оркестр Государственного академического Большого театра СССР
- Дирижёр: Александр Копылов
- Балетмейстер: Е. Ключарева
- Художник по костюмам: Наталья Хренникова

## Песни в фильме
Музыка: Тихон Хренников, слова Павел Антокольский, Е. Шатуновский
Сонет Шекспира «Все страсти, все любви мои возьми…» в переводе Самуила Маршака
| Название                                          | Первая строчка                                         | Исполнитель                        |
| ------------------------------------------------- | ------------------------------------------------------ | ---------------------------------- |
| Как соловей о розе поет в ночном саду             | Как соловей о розе поет в ночном саду                  | Евгений Нестеренко                 |
| Пиршественная песня                               |                                                        | Хор                                |
| Песенка стражников                                | Без ложной скромности и фальши могу я сам себе сказать |                                    |
| Ночь листвою чуть колышет                         | Ночь листвою чуть колышет, серебрится диск луны        |                                    |
| Серенада Борачио                                  | Сталь толедского кинжала ярко блещет в темноте         | Фёдор Чеханков                     |
| Песня пьяных                                      | С треском лопаются бочки                               | Евгений Нестеренко и хор           |
| Сонет Шекспира                                    | Все страсти, все любви мои возьми…                     | Алла Пугачева                      |
| Финальная (Как соловей о розе поет в ночном саду) | Вам песня посвящается и вы смелей ответьте             | Муслим Магомаев Евгений Нестеренко |

## Создание фильма
- При создании титров использовались картины Сандро Боттичелли из цикла «История Настаджо дельи Онести», фрески «Месса в Больсене» (Станцы Рафаэля), фрески из «Капеллы волхвов» Беноццо Гоццоли, средневековые миниатюры

Вечная тема любви, раскрытая в произведениях Шекспира, всегда привлекала композиторов, художников, режиссёров театра и кино. Работая над музыкой к фильму, Тихон Хренников создал интересную оркестровку, экспликацию на основе хорошо известных музыкальных мотивов, написанных им ранее. Но прозвучит и совершенно новая, специально написанная музыка, воплощающая темы любви и печали. Искрящаяся легкость диалогов, шутливая игривость пьесы не должны заслонить того серьёзного, о чём предупреждал Шекспир: любовь надо беречь. Её порой можно убить всего лишь только словом.— Татьяна Березанцева в интервью журналу «Советский экран» №2, 1983
- Фирма «Мелодия» в 1983 году выпустила миньон Аллы Пугачёвой «Сонет из кинофильма «Любовью за любовь»»